# HD 184835
HD 184835 (SAO 162816) è una stella gigante arancione, di classe spettrale K0III, situata a circa 442 anni luce dalla Terra nella costellazione del Sagittario, di magnitudine apparente 5,66 e assoluta 0.
La sua velocità radiale negativa indica che la stella si sta avvicinando al sistema solare.

## Classificazione stellare
Di classe spettrale K0III, è simile a 57 Sagittarii e, per le sue caratteristiche, potrebbe ospitare un sistema di pianeti extrasolari, probabilmente di tipo gioviano.

## Occultazioni
Per la sua posizione prossima all'eclittica è talvolta soggetta ad occultazioni da parte della Luna e, più raramente, dei pianeti, generalmente quelli interni. La prossima occultazione planetaria (da parte di Mercurio) sarà visibile il 29 gennaio 2055, mentre la prossima occultazione da parte della Luna avverrà il 1º agosto 2012.